# تمريض باطني جراحي
التمريض الباطني الجراحي هو مجال تمريضي متخصص ومعني برعاية المرضى البالغين في مجموعة واسعة من الحالات. 
أكاديمية التمريض الباطنية الجراحية (أ.م.س.ن) هي منظمة التمريض المتخصصة والمكرسة لرعاية الحالات التمريضية الباطنية الجراحية لأنها تقدم حياتهم المهنية. قديما، كان التمريض الباطني الجراحي متداخلا حيث أن معظم الممرضين ينظرون إليه باعتباره نقطة انطلاق لمناطق التخصص.
التمريض الطبي الجراحي هو أكبر مجموعة من المهنيين في مجال التمريض. وقد أدى التقدم في الطب والتمريض إلى تطور التمريض الباطني الجراحي إلى تخصصه الخاص بحد ذاته.
منذ سنوات عديدة عملت غالبية ممرضين المستشفى في اقسام مختلفه، وكان الجميع وقتها ممرض باطني جراحي في العصر الحالي الممرض الباطني الجراحي المرخص يعمل المرضى الداخليين، وإداراة الطوارئ، وإدارة منظمه المحافظة على الصحة، ومراكز المرضى الجراحية، والرعاية الصحية المنزلية، وأعمال الإغاثة الإنسانية، والرعاية الجراحية المتنقلة، ومهارات التمريض المنزلية. بعض الممرضين الطبيين الجراحيين يخدمون في حالات الحروب كممرض عسكري.
يمكن للممرضين القانونين أن يصبحوا ممرضين باطنيين جراحين معتمدين من خلال مركز اعتماد الممرضين الأمريكي.